# Honda Zoomer

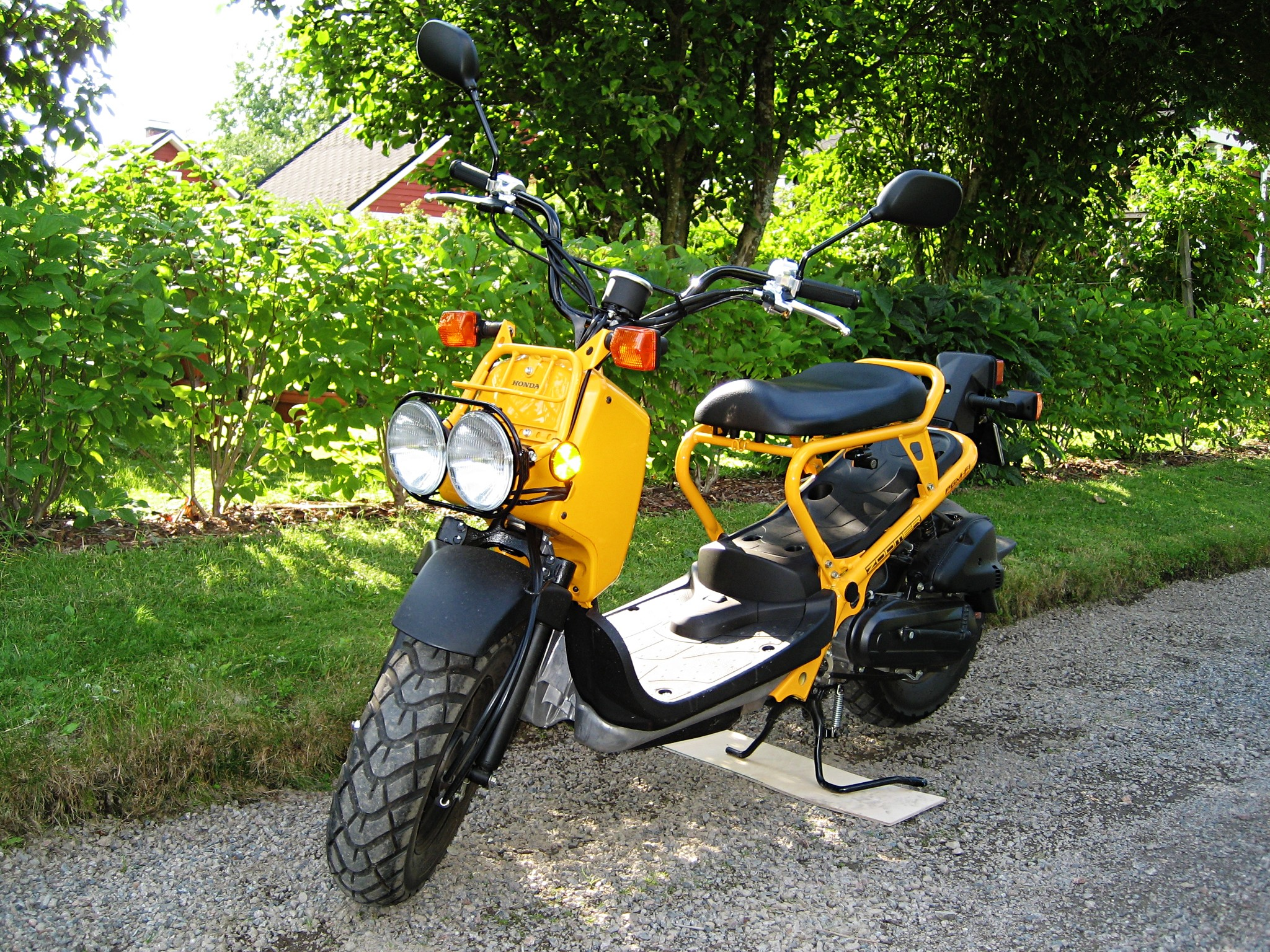
Honda Zoomer

Zoomer även kallad Honda Ruckus, mopedmodell tillverkad av Honda med eget utseende och konstruktion. Mopeden har en bränslesnål miljövänlig 4-taktsmotor och introducerades i Sverige år 2005. Modellens "nakna" design har i hemlandet Japan inspirerat till kreativa modifieringar som givit den kultstatus. Zoomer har ingen traditionell startmotor, men kan starta elektriskt ändå. När nyckeln vrids om backar generatorn ett halvt varv och slår tillbaka, så motorn kan starta.